# Exor (companie)
Exor N.V. este o companie italiană înregistrată în Țările de Jos și controlată de italienii din familia Agnelli. Are un capital de aproape 24 de miliarde de dolari, cu o istorie de investiții de mai mult de un secol. Cele mai importante investiții ale companiei inculd Fiat Chrysler Automobiles, PartnerRe, Ferrari, CNH Industrial, Juventus și The Economist. 
1. ↑  Global LEI index, accesat în 17 septembrie 2024